# Joanne Herring
Joanne King Herring (nascido em 3 de julho de 1929) é uma socialite americana, empresária, ativista política, filantropa, consulesa e ex-apresentadora de talk show na televisão.
Originalmente de Guarda, Texas, ela é mais conhecida por influenciar a Política por meio de sua longa associação e relação política com o Presidente do Paquistão Zia-ul-Haq (1977–88). Arenque também serviu como Consulesa honorária no Consulado do Paquistão baseado em Houston (Texas); a pedido especial e favor do Muhammad Zia-ul-Haq ela recebeu a "Medalha Jinnah", uma das maiores honrarias do Paquistão.
Ao longo dos anos de 1980, Herring fez lobby pelo apoio dos Estados Unidos aos Mujahideen no Afeganistão em colaboração com o representante dos EUA Charlie Wilson. 
Esses eventos inspiraram o livro "Guerra de Charlie Wilson: a história extraordinária da maior operação secreta da história" (em inglês: Charlie Wilson's War: The Extraordinary Story of the Largest Covert Operation in History), o qual, posteriormente, foi transformado em filme (Jogos do Poder, 2007, em Português - PT e BR). Joanne Herring é retratada pela atriz Julia Roberts no filme de 2007 Charlie Wilson's War .  Desde os ataques de 11 de setembro, Herring afirmou que "não fez a Al-Qaeda " e que "não poderia ter previsto  o futuro". 
Herring permanece ativa nos círculos sociais em Houston e regularmente contribui e participa de festas e eventos beneficentes para ajudar as tropas americanas e o povo afegão. Seu segundo livro, Diplomacia e Diamantes: As Minhas Guerras desde o Salão de Baile até ao Campo de Batalha (Diplomacy and Diamonds: My Wars from the Ballroom to the Battlefield), foi lançado em 1º de janeiro de 2011. 

## Vida e trabalho
Nasceu com o nome "Joanne Johnson" em Houston, filha de Maelan (McGill) e William Dunlap Johnson.  Herring cresceu no bairro afluente de Rio Oaks da cidade, e seus conhecidos de infância incluíam James A. Baker, III, que mais tarde serviria como Secretário de Estado . Ela se matriculou na Universidade do Texas em Austin, mas saiu depois de seu segundo ano para se casar com o promotor imobiliário Robert King. 
Uma presença constante nos círculos sociais de Houston (Texas), Herring ficou famosa pela festa de aniversário luxuosa e decadente que seu marido deu para ela em 1959. O evento com tema de "orgia romana" incluiu trajes de época e um leilão simulado de escravos e foi coberto pela revista Life e vários meios de comunicação locais.  No final da década de 1950, ela começou um mandato de 15 anos como apresentadora do talk show diurno de mesmo nome The Joanne King Show na estação de TV KHOU de Houston. Em 1974, seu programa mudou-se para o canal KPRC . 

## Aparições na mídia
Herring aparece como ela mesma no documentário em quadrinhos de 1999, "Five Wives, Three Secretaries and Me" (Cinco esposas, três secretárias e eu) na série de notícias da televisão alemã dos anos 1970 (V.I.P. - Schaukel). Na primeira — a história de um empresário de Houston que se casa cinco vezes — Herring brincalhona se apresenta dizendo: "Bem, meu nome é Joanne Johnson King Herring Davis, e tive quase tantos maridos quanto ele teve esposas". Herring também apareceu na CNN com Ali Velshi várias vezes para discutir o envolvimento americano contínuo no Afeganistão.  

## Instituições de caridade do Plano Marshall
Em 2009, Herring fundou o Marshall Plan Charities (Instituições de Caridade do Plano Marshall), que busca "complementar o esforço militar dos Estados Unidos em andamento no Afeganistão, reconstruindo rápida e efetivamente a vida civil normal e saudável aldeia por aldeia".  A organização une os esforços de várias ONGs preocupadas com o povo afegão na esperança de fornecer às aldeias água potável, alimentos, saúde, escolas e empregos. 

## Envolvimento com Zia-ul-Haq
Herring é conhecida por sua longa associação e envolvimento político com o presidente do Paquistão Zia-ul-Haq. Seus contatos com Zia datavam do início dos anos de 1970, quando ele, como brigadeiro-general, era um comandante de um grupo de formações militares paquistanesas na Jordânia.  Em 1980, Zia convocou e realizou um jantar em homenagem a Robert e Joanne Herring em Islamabad, no Paquistaão.  Sobre o programa de inteligência militar contra o primeiro-ministro Zulfikar Bhutto, Herring teria defendido a ação de Zia. Ela também escreveu que [Zulfikar] Bhutto "foi julgado por seus próprios juízes e condenado por assassinato. O Alcorão serve como a constituição não oficial do Paquistão. Exige a aplicação da Lei de Talião (olho por olho e dente por dente) . Se você matar, você deve morrer. A única coisa que Zia fez foi não comutar a sentença de Bhutto. Em um país cuja constituição exigia pena capital por assassinato, Zia não poderia violar a lei." 
No Livro "Guerra de Charlie Wilson", George Crile III sustentou que "Herring foi a conselheira americana mais confiável na administração do presidente Zia ".   Foi Herring quem familiarizou Charlie Wilson com Zia, que mais tarde garantiu um grande financiamento para as políticas anticomunistas do Paquistão. 
Ao longo dos anos, a influência de Herring sobre Zia e sua administração militar cresceu ainda mais, e Zia ficou tão apaixonado por ela que interrompia as reuniões do gabinete para atender suas ligações.  Disse o ministro das Relações Exteriores Yaqub Khan em suas memórias: "Ela absolutamente tinha toda a atenção dele, foi terrível!"  Zia negligenciou os protocolos e consternou o Ministério das Relações Exteriores quando a nomeou sua consulesa honorária no Consulado-Geral do Paquistão em Houston . Em uma cerimônia pública realizada no Paquistão, Zia pessoalmente a honrou com a mais alta honraria civil do Paquistão, o Tamgha-e-Quaid-e-Azam (lit. Medalha Jinnah ).  Ela prestou homenagem a Zia em sua autobiografia de 2011.  
Husain Haqqani, ex -embaixador do Paquistão e ex-assessor de três primeiros-ministros paquistaneses, a descreveu como "mais conhecido pelo glamour do que pela sabedoria política", e Zia "a regou com hospitalidade para usar suas conexões".  Haqqani a descreveu como sabendo "pouco sobre o país", criticando-a por descrever incorretamente o Paquistão como uma "nação árabe" em suas memórias. 

## Prêmios
- Recebeu a Freedom Foundation no Valley Forge Award na década de 1960
- Recebeu o título de Cavaleiro do Rei da Bélgica na década de 1970
- Tornou-se embaixadora itinerante do Paquistão na década de 1980 e recebeu o Tamgha-e-Quaid-e-Azam, a mais alta honraria dada pela nação do Paquistão.
- Prêmio "Mulheres que fazem a diferença" do Fórum Internacional da Mulher, 1987 [24]
- Recebeu o título de Dama na Ordem de São Francisco em 2011
- Entrou para o Hall da Fama das Mulheres do Texas em 2014